# Brachyplatystoma platynemum
Brachyplatystoma platynemum is een straalvinnige vissensoort uit de familie van de antennemeervallen (Pimelodidae). De wetenschappelijke naam van de soort (oorspronkelijk platynema) is voor het eerst geldig gepubliceerd in 1898 door George Albert Boulenger. De soort komt voor in het Amazonebekken in Brazilië.